# Adjetey Anang
Adjetey Anang (nacido el 8 de julio de 1973) es un actor ghanés, conocido popularmente como "Pusher".

## Biografía
Durante su carrera ha participado en películas de su país como Deadly Voyage, A Sting in a Tale, The Perfect Picture y en la holandesa Slavery.
Estudió en Labone Senior High School y la Universidad de Ghana y la Universidad del Witwatersrand de Johannesburgo.
También protagonizó la serie de televisión ghanesa Yolo, orientada al público adolescente.

## Filmografía
- Broken Heart (1999)
- Things We Do For Love (2000)
- Life and Living it (2009)[5]
- The Perfect Picture(2009)[6][7]
- A sting in a tale(2009)
- Adams Apples: The Family Ties (2011), Musical Chairs (2011), Torn (2011), Twisted connections (2011), Duplicity (2011), Confessions (2011), Showdown (2011), Fight or Flight (2012), New Beginnings (2012) y Rescue Mission (2012)
- The pledge :Ghana will not burn (2012)
- Potomanto (2013)[8][9]
- Double-Cross (2014)[10]
- Devil in the Detail (2014)[11]
- Kintampo (2017)
- Sink or Swim :The Perilous Journey (2017)
- Potato Potahto (2017)[12]
- Keteke (2017)
- Sidechic Gang (2018)
- Yolo
- Sin City
- Sugar
- Gold Coast Lounge (2019)
- Citation (2020)
- Aloe Vera (2020)
- Our Jesus Story (2020)
- ”Dede”

## Premios
Anang ha sido galardonado con premios que incluyen el premio al talento de la Asociación de Crítica y Revisión de las Artes de Ghana (ACRAG) y el premio al Mejor Actor de la Unión de Sociedades Teatrales de Ghana (GUTS).